# SS Rotterdam
Pour les articles homonymes, voir Rotterdam (homonymie).
Le Rotterdam est un paquebot transatlantique néerlandais construit pour la Holland America Line en 1959. C'est le cinquième navire de la compagnie à porter le nom « Rotterdam ». Il se distingue par sa silhouette particulière ne présentant aucune cheminée.
Le navire est rapidement retiré du service transatlantique et consacré aux croisières. En 1997, il est vendu à Premier Cruises Lines qui le renomme Rembrandt. Il sert sous ce nom jusqu'en 2000, lorsque la compagnie fait faillite. Il est ramené en Europe puis restauré après plusieurs années d'attente. Il est, depuis février 2010, devenu un musée et hôtel flottant à Rotterdam.

## Description
Le Rotterdam est un bateau long de 238 mètres. Il a été conçu pour accueillir 1456 passagers et être servi par 776 membres d'équipage. C'est le plus grand paquebot réalisé aux Pays-Bas. On l'y surnomme la « Grande Dame » (en français).
Il est amarré dans le bassin portuaire Maashaven du Port de Rotterdam. Il abrite des chambres d'hôtel, des salles de convention, des restaurants et cafés. Des visites du bateau sont organisées pour les touristes.

## Histoire

### Construction et lancement du transatlantique (1956-1969)
Le Rotterdam est un paquebot construit en 1956 par les chantiers Rotterdam Drydock Company mij. de Rotterdam pour la compagnie Holland America Line. Il est mis à flot en septembre 1958 puis mis en service le 3 septembre 1959. C'est le dernier des paquebots commandés par la compagnie néerlandaise  Holland America Lijn (HAL).

### Navire de croisière (1969-2000)
En raison de la concurrence des lignes aériennes, en 1969, il est retiré du service transatlantique et il effectue des croisières. Il quitte son port d'origine, Rotterdam, pour la dernière fois le 6 octobre 1971 pour une croisière transatlantique et restera loin de l'Europe pour effectuer des croisières. Le Rotterdam est alors le navire le plus sophistiqué de la compagnie HAL. Il a un grand succès à New York. La plupart des croisières qu'il effectue vont de New York aux Indes occidentales. Il effectue un tour du monde chaque année : le voyage dure 90 jours, et s'effectue en direction de l'est une année puis en direction de l'ouest l'année suivante.

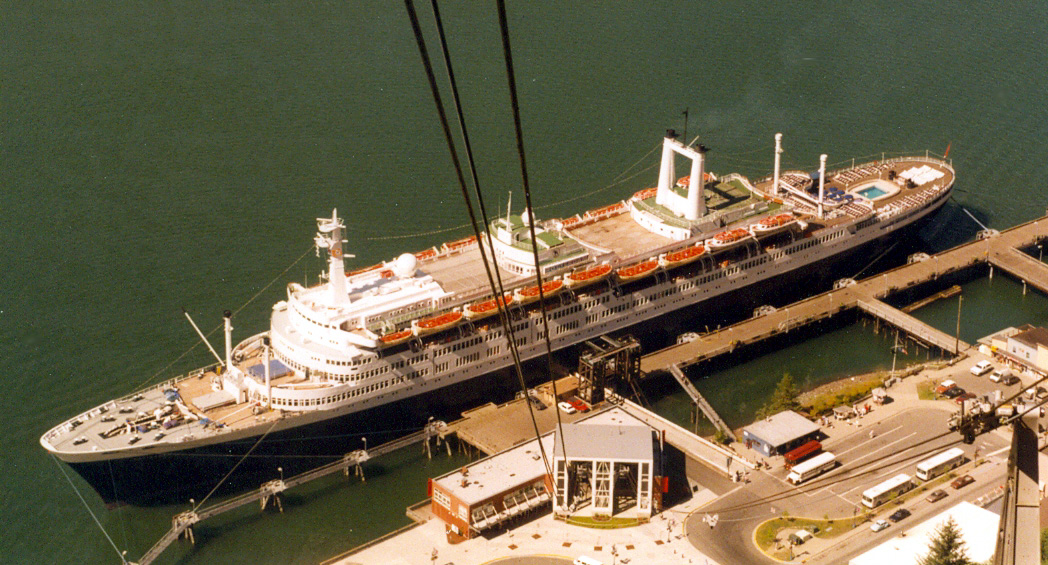
À partir des années 1970, le Rotterdam est utilisé pour des croisières.

Sa coque devient bleu foncé. En 1977, il est rénové et sa capacité maximale, qui passe de 1 499 à 1 144 passagers.
En avril 1982, le Rotterdam est à l'honneur pour la célébration des 200 ans des relations Pays-Bas et États-Unis. La reine Beatrix et son mari le prince Claus sont à bord. L'année suivante, le navire complète son 25e tour du monde tandis que la compagnie HAL a pris pour nom la Holland America Cruises.
En 1989, la compagnie Holland America Cruises est reprise par la compagnie Carnival Cruise Lines qui décide de ne pas moderniser le Rotterdam pour le mettre aux normes, préférant commander un nouveau bateau du même nom en 1997 (le sixième portant le nom Rotterdam) à la compagnie italienne Fincantieri,.
L'annonce est faite en 1996, après 40 ans de service, le Rotterdam allait arrêter son service. La ville de Rotterdam est alors intéressée par son achat pour le convertir en hôtel-restaurant-congrès. Cependant, deux problèmes empêchent la réalisation de ce projet : son prix trop élevé et la présence d'amiante.
En 1997, il est vendu à la compagnie Premier Cruises Lines. Il est renommé le Rembrandt. Il est adapté aux conventions SOLAS 1997. Après 27 ans d'absence, le navire visite la ville de Rotterdam en automne 1998 où il reçoit une grande réception. Il continue de servir de navire de croisière dans les Caraïbes jusqu'à ce que la compagnie Premier Cruises fasse faillite en 2000. Il est mis hors de service à Nassau (Bahamas) et menacé d'être démantelé.

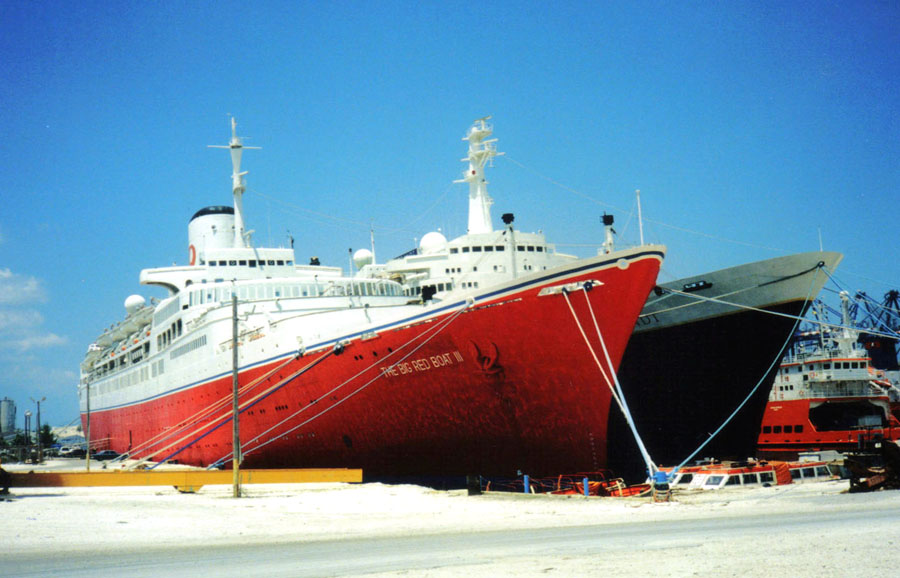
A la suite de la faillite de Premier Cruises, le Rembrandt est désarmé à Freeport (en arrière-plan).

Le 13 septembre 2000, le navire est saisi à Halifax, puis se rend à Freeport et il est désarmé en compagnie du Big Red Boat I, du Big Red Boat II et du Big Red Boat III.

### Restauration (2000-2008)
Le 17 juin 2004, le Rembrandt quitte Freeport pour Gibraltar. Le 24 novembre 2005, le Rotterdam est remorqué de Gibraltar à Cadix. Il retrouve ses couleurs d'origine, puis il quitte la ville le 10 février 2006 pour Gdansk. Il doit être restauré, mais les autorités polonaises refusent la présence du navire dans leur pays en raison des tonnes d’amiante contenues dans le paquebot. Ce dernier quitte la Pologne le 25 août 2006. Il arrive à Wilhelmshaven le 2 septembre 2006. Il est désamianté et restauré.

### Musée et hôtel (2008)

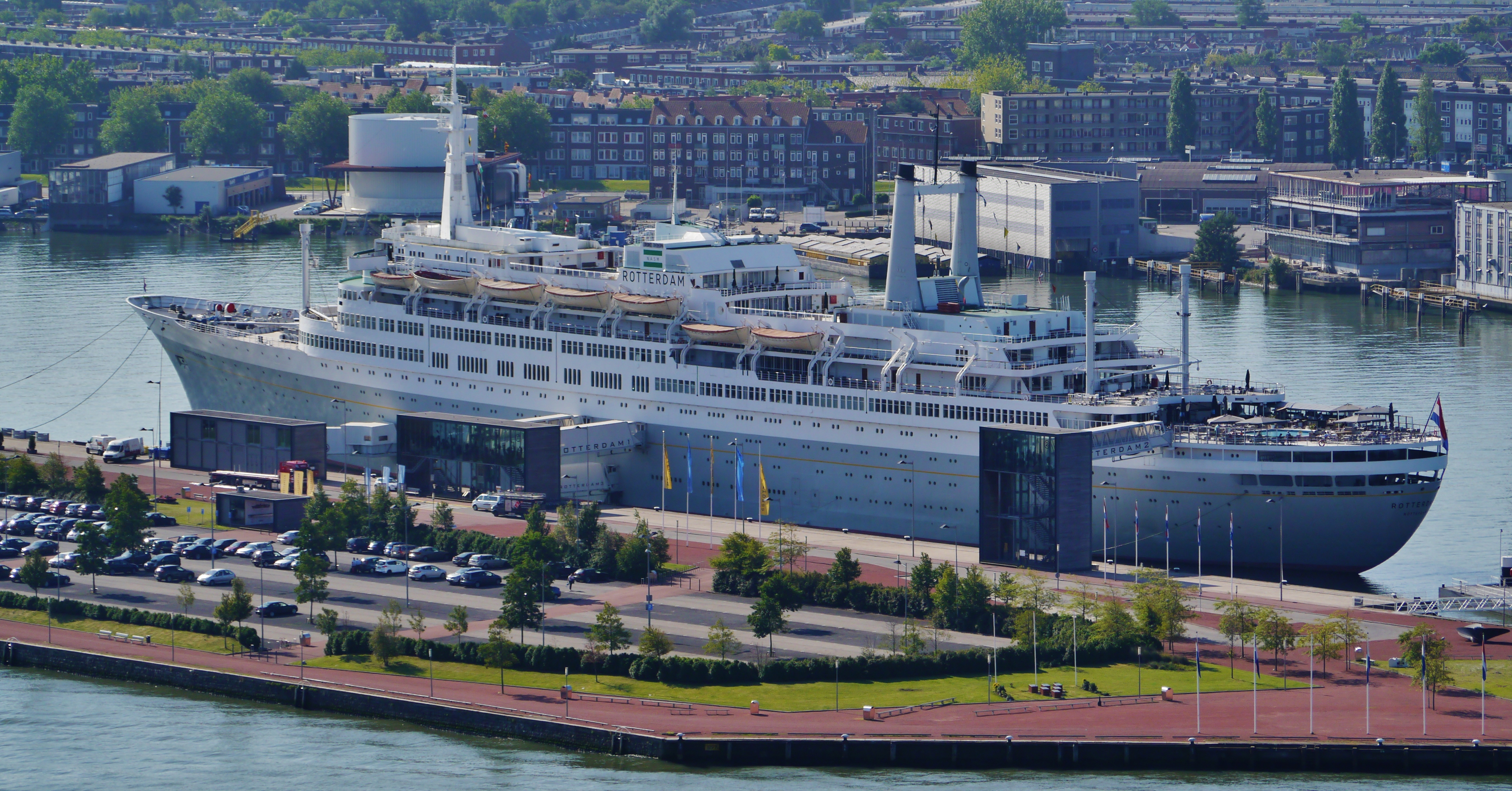
Depuis 2010, le Rotterdam est utilisé comme hôtel flottant dans la ville homonyme.

Il revient à Rotterdam le 8 août 2008. Amarré dans le port intérieur de Maashaven (un des nombreux bassins portuaires du port de Rotterdam), sur la rive sud, il est ouvert au public le 15 février 2010.
Le 2 novembre 2012, le Rotterdam est vendu à la compagnie Woonbron WestCord Hotels pour 29,9 millions d'euros.

### Sources
- (en) Cet article est partiellement ou en totalité issu de l’article de Wikipédia en anglais intitulé « SS Rotterdam » (voir la liste des auteurs).

- (nl) Cet article est partiellement ou en totalité issu de l’article de Wikipédia en néerlandais intitulé « Rotterdam (V) » (voir la liste des auteurs).